# 大墅镇 (全椒县)
大墅镇，是中华人民共和国安徽省滁州市全椒县下辖的一个乡镇级行政单位。

## 行政区划
大墅镇下辖以下地区：
大墅社区、章辉社区、汪店村、黄集村、刘兴村、大墅村、章辉村、肥全村、新兴村和张岗村。